# Magdalenenheim

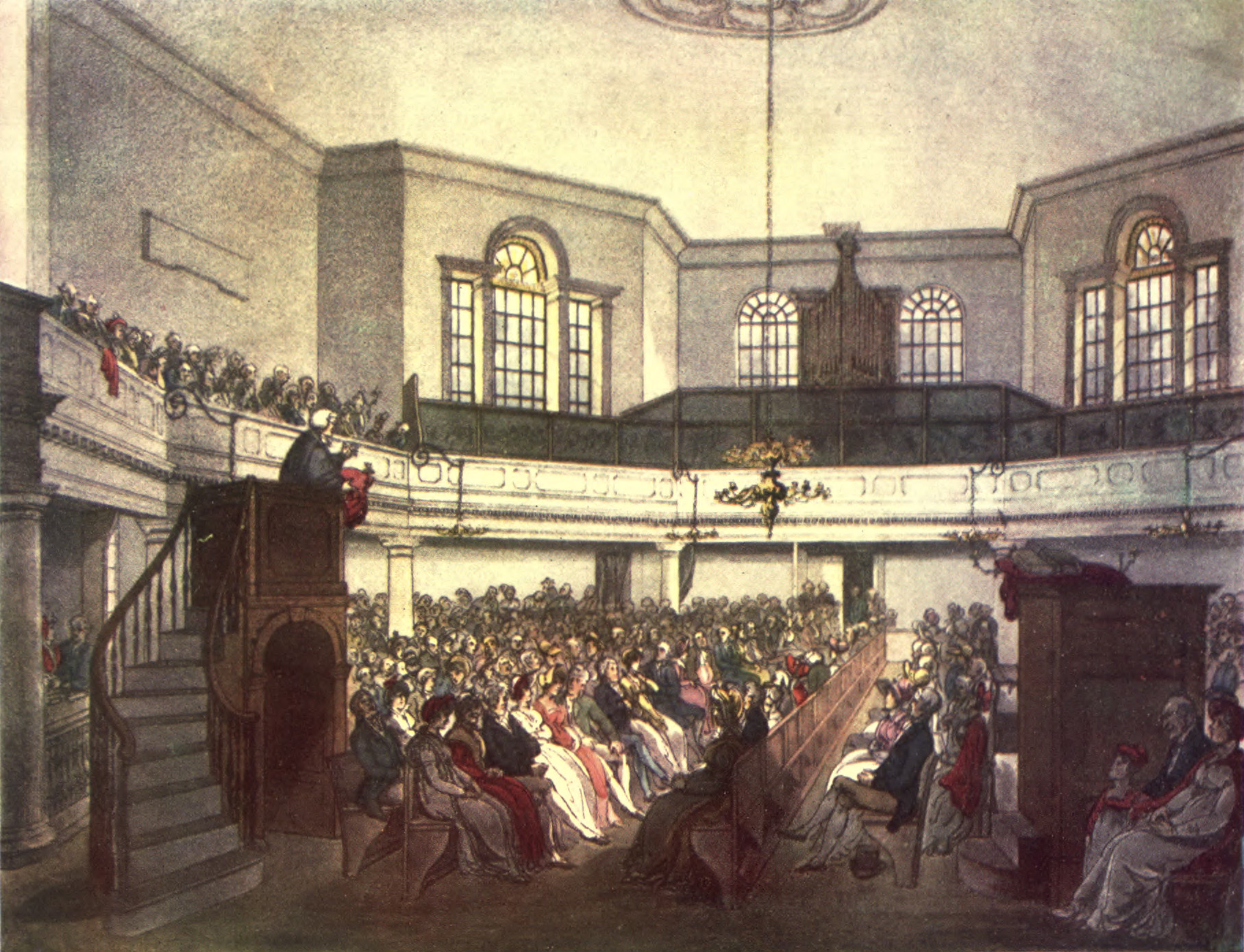
Kapelle des Londoner Magdalenenstifts in der Blackfriars Road. Hinter einem Gazeschirm in der Mitte der Galerie saßen die „gefallenen Frauen“ und lauschten der Predigt.

Magdalenenheim, Magdalenenhaus, Magdalenium, Rettungshaus oder Heim für gefallene Mädchen bezeichnet Korrektions- oder Besserungsanstalten für Frauen. Zu unterscheiden sind dabei
- seit dem Mittelalter bestehende Klöster und kirchliche Einrichtungen, die sich unter Berufung auf Maria Magdalena, die bekehrte Sünderin aus dem Neuen Testament (Lk 8,2 EU), der Rehabilitation reuiger „Dirnen“ widmeten (Magdalenenklöster, Magdalenenstifte),
- seit der Mitte des 18. Jahrhunderts im angelsächsischen Ländern entstehende philanthropische Einrichtungen (Magdalen asylums, Magdalen hospitals),
- ab etwa 1800 vor allem in Irland entstehende kirchliche Einrichtungen, oft als Magdalen Laundries („Magdalenen-Wäschereien“) bezeichnet, da die Insassinnen dort oft in Wäschereibetrieben arbeiten mussten und
- bis Ende des 20. Jahrhunderts in Deutschland häufig als „Heim für gefallene Mädchen“ bezeichnete geschlossene Einrichtungen der Gefährdetenfürsorge mit meist kirchlichem Träger.

## Büßerinnen im Kloster
Im Mittelalter widmete sich der 1226/1227 gegründete Orden der Magdalenerinnen, auch „Reuerinnen“ oder „Büßerinnen“ genannt, daher dann „Reuerinnen-“ bzw. „Büßerinnenkloster“, der Rettung der Seelen reuiger Dirnen. Er entsprach damit seiner Patronin, der bekehrten Sünderin Maria Magdalena aus dem Neuen Testament Lk 8,2 . Es bestanden vor allem in Mitteleuropa sehr zahlreiche Klöster des Ordens, von denen allerdings viele in der Reformation säkularisiert wurden.
Als Beispiel genannt sei das seit 1257 bestehende Kloster Maria Maddalena delle Convertite in Florenz, wo 1330 ein Asyl eingerichtet wurde, in dem 100 bis 200 Frauen gleichzeitig Schutz finden konnten und wo sie zu einem mäßigen Leben und zur Umkehr angehalten wurden. Solche Asyle sind zu unterscheiden von den Klöstern: in ein Magdalenenkloster konnte eine ehemalige Prostituierte eintreten und Nonne werden, ein (häufig von einem Orden betriebenes) Asyl dagegen bot Frauen in körperlicher und seelischer Not (und dazu zählten eben auch „gefallene Frauen“) zeitweilig Schutz und Hilfe.
Neben den Magdalenerinnen gab es noch weitere Orden und Einrichtungen der Kirche, die sich dem Ziel widmeten, Dirnen zu bekehren und auf den rechten Weg zurückzuführen, beispielsweise die in Frankreich in den 1490er Jahren von Jean-Simon de Champigny etablierten Augustines de l’Ordre de la Pénitence de la Madeleine, auch bekannt als Filles Rendues de Paris oder Filles Pénitentes.
Solche milden Formen der Dirnenarbeit koexistierten überall in Europa mit der Praxis kirchlicher Gemeindegerichte, Dirnen (zum Beispiel durch öffentliche Auspeitschungen) zu züchtigen, zu vertreiben oder sie zu langjähriger öffentlicher Buße zu verurteilen. Insofern solches Vorgehen auch der Rettung von Seelen dienen konnte, galt auch das als barmherziges Tun.
Insbesondere im Zuge der Gegenreformation entstanden in den katholischen Ländern zahlreiche mildtätige Institutionen, die gefährdeten oder gefallenen Frauen Asyl und Hilfe geben sollten. Ein Zentrum für die Ausbildung dieser Art von Einrichtungen, die in ihrer Struktur wegweisend sein sollten für Bewahr-, Besserungs- und Korrektionsanstalten der unterschiedlichsten Art bis in die Moderne hinein, war die Toskana.
Die Casa delle Malmaritate („Haus der schlechtverheirateten Frauen“, 1579 gegründet) in Florenz widmete sich zum Beispiel speziell solchen „sittenlosen“ Frauen, die nicht Nonne werden konnten, da sie verheiratet waren, und versuchte sie durch ein System finanzieller Anreize für moralischen Wandel zu motivieren. Ein anderes Beispiel ist Santa Maria Maddalena in Pistoia, 1604 als Schutzgemeinschaft ehemaliger Prostituierter gegründet, die sich schnell zu einem Konvent entwickelte.
Im Resultat gab es im 18. Jahrhundert in ganz Kontinentaleuropa eine Vielzahl von Institutionen mit unterschiedlichen Namen, verschiedenen Zielsetzungen und sehr unterschiedlichen Methoden. Und auch was die Insassen anbelangt, gab es ein breites Spektrum, da keineswegs nur Dirnen aufgenommen wurden, sondern auch Vergewaltigungsopfer, misshandelte oder mittellose Frauen, insbesondere Witwen ohne Unterhalt.

## Magdalenen-Bewegung
Demgegenüber gab es in England bis in die Mitte des 18. Jahrhunderts nichts dergleichen. Die Kirchengerichte hatten ihre Strafgewalt verloren und das Problem der Prostitution hatte man abwechselnd durch Duldung (vor allem in London und den größeren Städten) oder durch harte Sanktionen zu lösen versucht, so oder so ohne Erfolg.
Um 1700 wurden nun in England erstmals alternative, pädagogische Ansätze formuliert. Thomas Bray, Gründer der Society for Promoting Christian Knowledge und der Society for the Propagation of the Gospel, meinte, dass man „Strafhospize“ (Penitential Hospitals) einrichten solle, in denen die ‚sittenlosen‘ Frauen unter der „Obhut einiger kluger und tugendhafter Matronen und einiger älterer und frommer Geistlicher“ sich mit der Zeit „zu gebührender Gottesfurcht und Abscheu vor ihrem schändlichen Tun bekehren“ würden.
Auch Schriftsteller und Philanthrop Robert Nelson (1656–1715) beschrieb ein Haus, in dem „durch wahre christliche Zucht“ „junge Frauen […], die von ihrem Irrweg ablassen wollen“ geholfen werden sollte.
Die Einrichtungen im katholischen, kontinentalen Europa hatte man zuvor als Zeugnis papistischer Sittenlosigkeit betrachtet. Um 1750 begann man, statt wie bislang Ansätze zu einer praktischen Besserung eines wahrgenommenen Problems als Förderung der Prostitution beziehungsweise Indiz moralischer Gleichgültigkeit zu denunzieren, das Fehlen derartiger Einrichtungen in England als Mangel zu betrachten und einen Rückstand gegenüber dem katholischen Europa wahrzunehmen. So meinte der englische Reisende und Philanthrop Jonas Hanway (1712–1786): „Obwohl wir uns für weit klüger halten als viele andere Nationen, sind wir in dieser Hinsicht viele Jahre hinter ihnen zurück.“
Dies war Ausdruck eines gewandelten Bewusstseins, was bewirkte, dass Vorschläge für Einrichtungen zur moralischen Besserung der Prostituierten nicht mehr Papierprojekte blieben wie zu Anfang des Jahrhunderts, sondern jetzt umgesetzt wurden. Schon zuvor war die Aktienfinanzierung philanthropischer Projekte mit großem Erfolg umgesetzt worden (London Foundling Hospital 1741). So entstanden ab Ende der 1750er Jahre in schneller Folge Einrichtungen zur Besserung gefallener Frauen und zum Schutz armer Mädchen vor Verführung: 1758 eröffnete in London das von Reverend Dr. William Dodd gegründete Magdalen House für reuige Prostituierte und das Lambeth House, für arme Mädchen, die dort eine Ausbildung als Hausangestellte oder in einem anderen Beruf erhielten und so besser davor geschützt sein sollten, aus materieller Not zu Dirnen zu werden.

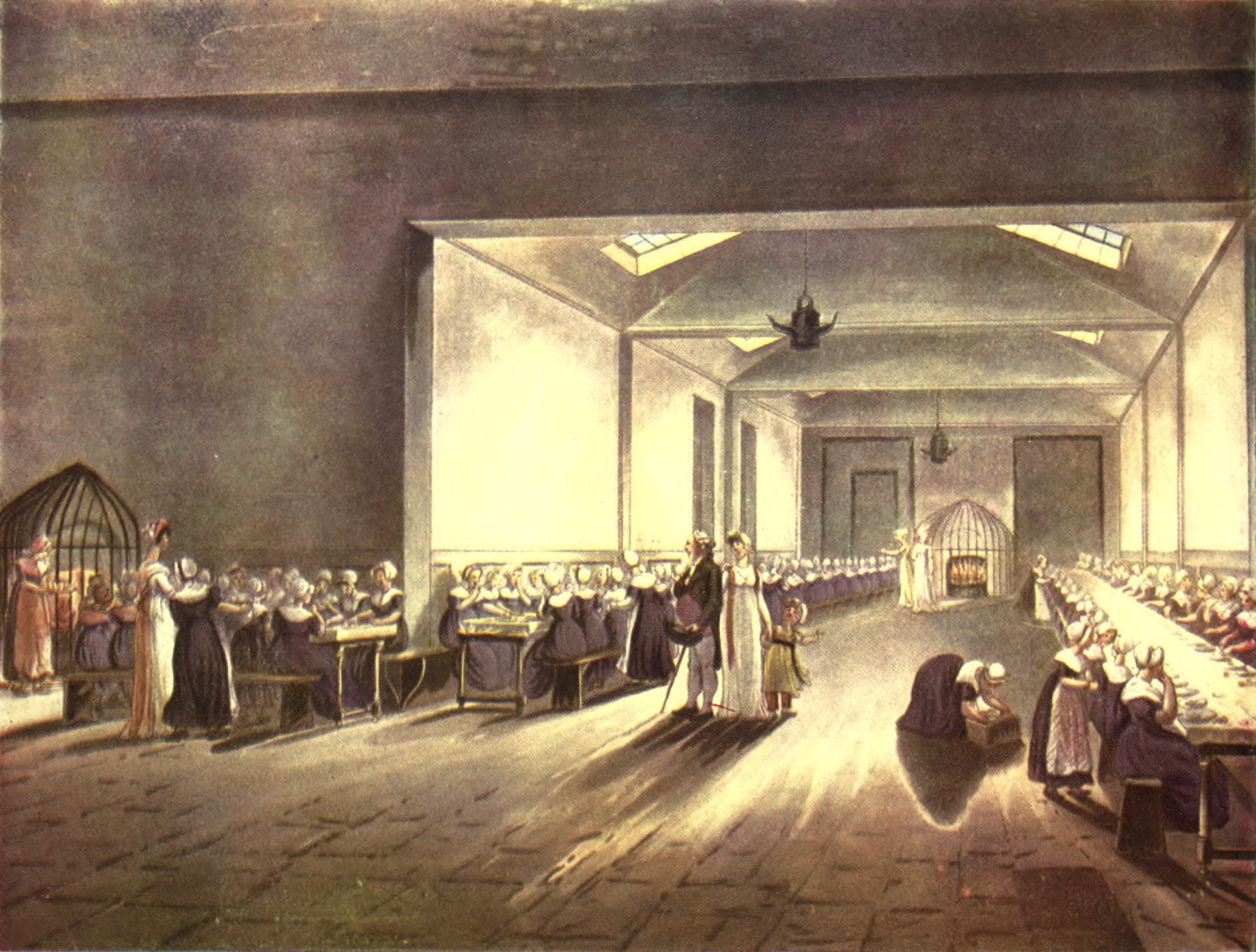
Speisesaal in Lambeth House. Eine bürgerliche Familie besucht die uniformierten Waisenkinder.

Bemerkenswert ist, dass unter den Gründern von Magdalen und Lambeth House sich kein einziger Geistlicher findet, was zeigt, dass nun die Besserung der Prostituierten nicht mehr Sache einer christlichen Kirche war, sondern das Projekt eines aufgeklärten, wohlhabenden und philanthropisch gesinnten Bürgertums. Ansprechend fand man vor allem den Gedanken, dass hier aus schlechten Frauen gute gemacht werden sollten, gewissermaßen eine Form sozialer Alchemie betrieben werden sollte. So sieht der blinde John Fielding mit visionärem Blick „elende Prostituierte etc., die in bescheidene, anständige, glückliche Frauen und nützliche Hausbedienstete verwandelt werden“, und sein Magistratskollege Saunders Welch wünscht sich eine Einrichtung „durch die diese bedauernswerten Mitgeschöpfe aus Krankheit und Not errettet werden können, sodass sie, statt ein Ärgernis für die Öffentlichkeit zu sein, ihr nützlich werden“. Die utilitaristische Denkweise wird in solchen Äußerungen explizit.
Beide Männer erarbeiteten und veröffentlichten Ende der 1750er Jahre detaillierte Pläne für Magdalenenheime und begannen Geld für ihre Projekte zu sammeln. Wichtiger war die Beteiligung von Männern wie Jonas Hanway und Robert Dingley, die über zahlreiche Kontakte verfügten, die Wohltätigkeit der Wohlhabenden zu mobilisieren vermochten und außerdem bereits Erfahrung mit der Gründung und Leitung aktienfinanzierter Wohltätigkeitseinrichtungen hatten. Es gelang Hanley und Dingley offenbar, die Öffentlichkeit für das Projekt zu begeistern, einem elenden Schicksal ausgelieferte Prostituierte in glückliche Frauen und Mütter zu verwandeln, „ein Werk, das zugleich Schöpfung und Erlösung sei“.
Das Projekt der Magdalenenheime war von der Beteiligung her erfolgreicher als sonst eine karitative Einrichtung des 18. Jahrhunderts. Nachdem die Anteilscheine gezeichnet werden konnten, wurden binnen weniger Wochen mehr als 3000 Pfund eingesammelt, eine Summe, die andere Einrichtungen in Jahren nicht erreichten. So konnte das Magdalen House in Prescot Street, Whitechapel, als erste derartige Einrichtung im Königreich am 10. August 1758 seiner Bestimmung übergeben werden. Anfangs auf 50 Bewohnerinnen ausgelegt, stieg deren Zahl bereits 1760 auf über 130. Als man 1769 nach den Plänen von Dingley mit dem Bau eines neuen Wohngebäudes in Blackfriars Road im Stadtteil Southwark begann (Eröffnung 1772), hatten bis zu diesem Zeitpunkt mehr als 1500 Frauen im Magdalen House Zuflucht gefunden.
1767 öffnete das Magdalen Asylum in Dublin.
Die Insassinnen kamen freiwillig, sie wurden nicht eingewiesen, wie es später meistens der Fall war, sie kamen und gingen, teilweise mehrfach.
De Cunzo schrieb über die Frauen im Asyl der Magdalen Society of Philadelphia: „Sie sahen sich nicht entsprechend dem Bild der Gesellschaft als schuldig und elend, sie suchten im Asyl weder Erlösung, noch Reinigung, noch Umkehr. Sie suchten eine Erholung und Zuflucht von Krankheit, von Gefängnis und Armenhaus, unglücklichen familiären Umständen, gewalttätigen Männern oder einer prekären wirtschaftlichen Situation.“

## Magdalen Laundries

### Geschichte

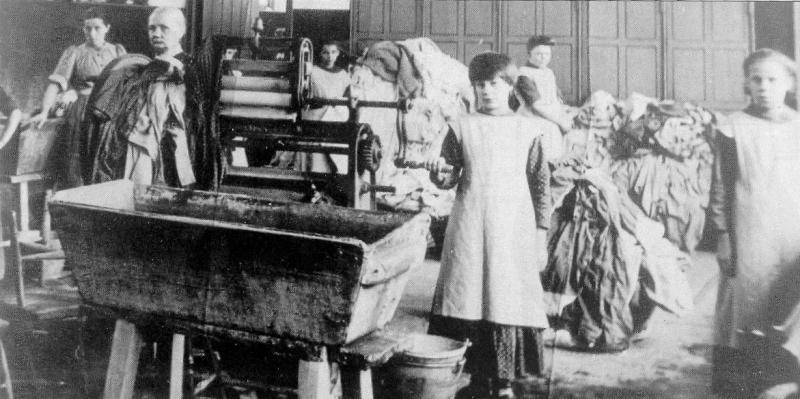
Magdalen laundry in Irland,
Anfang 20. Jahrhundert

Die Magdalenen-Bewegung in Irland wurde nach der Katholikenemanzipation ab 1829 auch von der katholischen Kirche unterstützt. In Irland waren solche Häuser als Magdalen laundries bekannt, da die Heime häufig Wäschereien betrieben. Geschätzt wurde, dass bis zu 30.000 Frauen während ihrer 150-jährigen Geschichte Insassen dieser Institutionen waren.
Die Heime wandelten sich von kurzzeitigen Zufluchtsorten zu Einrichtungen, in denen nicht nur ehemalige Prostituierte, sondern vor allem ledige Mütter, darunter auch Opfer von Vergewaltigung, auf unbestimmte Zeit festgehalten wurden. Im Heim geborene Kinder wurden häufig zur Adoption an zahlungskräftige Adoptionswillige, zum Beispiel in den USA, freigegeben. Auch sozial oder psychisch auffällige Frauen wurden auf Antrag von Familienangehörigen oder Priestern in diese Institutionen eingewiesen. Hinzu kamen Frauen, die – wegen kleiner Vergehen zu Bewährungsstrafen verurteilt – von den Gerichten an die Magdalen laundries weitergereicht wurden, in denen sie dann allerdings nur eine festgesetzte Zeit arbeiten mussten. Die anderen Insassinnen waren dem Zwangsarbeits- und Unterdrückungssystem auf unbestimmte Zeit ausgeliefert. Das Ablegen religiöser Gelübde war für viele von ihnen ein Ausweg, der sie dann allerdings oft zum Teil des Systems werden ließ, unter dem sie zuvor hatten leiden müssen.
Die Lebens- und Arbeitsbedingungen waren sehr hart: Die Insassen wurden meist gezwungen, ohne Lohn harte körperliche Arbeit zu verrichten, oft sieben Tage in der Woche. Sie mussten Gehorsam leisten, für jede kleine Übertretung Buße tun und wurden teilweise extremen Züchtigungen unterworfen.
Dennoch waren die Magdalen laundries allgemein anerkannte soziale Einrichtungen, da sie den in Irland bis in die Mitte des 20. Jahrhunderts herrschenden extrem konservativen Moralvorstellungen durchaus entsprachen. Die Vorgänge in den Heimen kamen nicht an die Öffentlichkeit und die Rolle der katholischen Kirche als Betreiber eines Systems weiblicher Zwangsarbeit wurde selbstverständlich nicht in Frage gestellt.

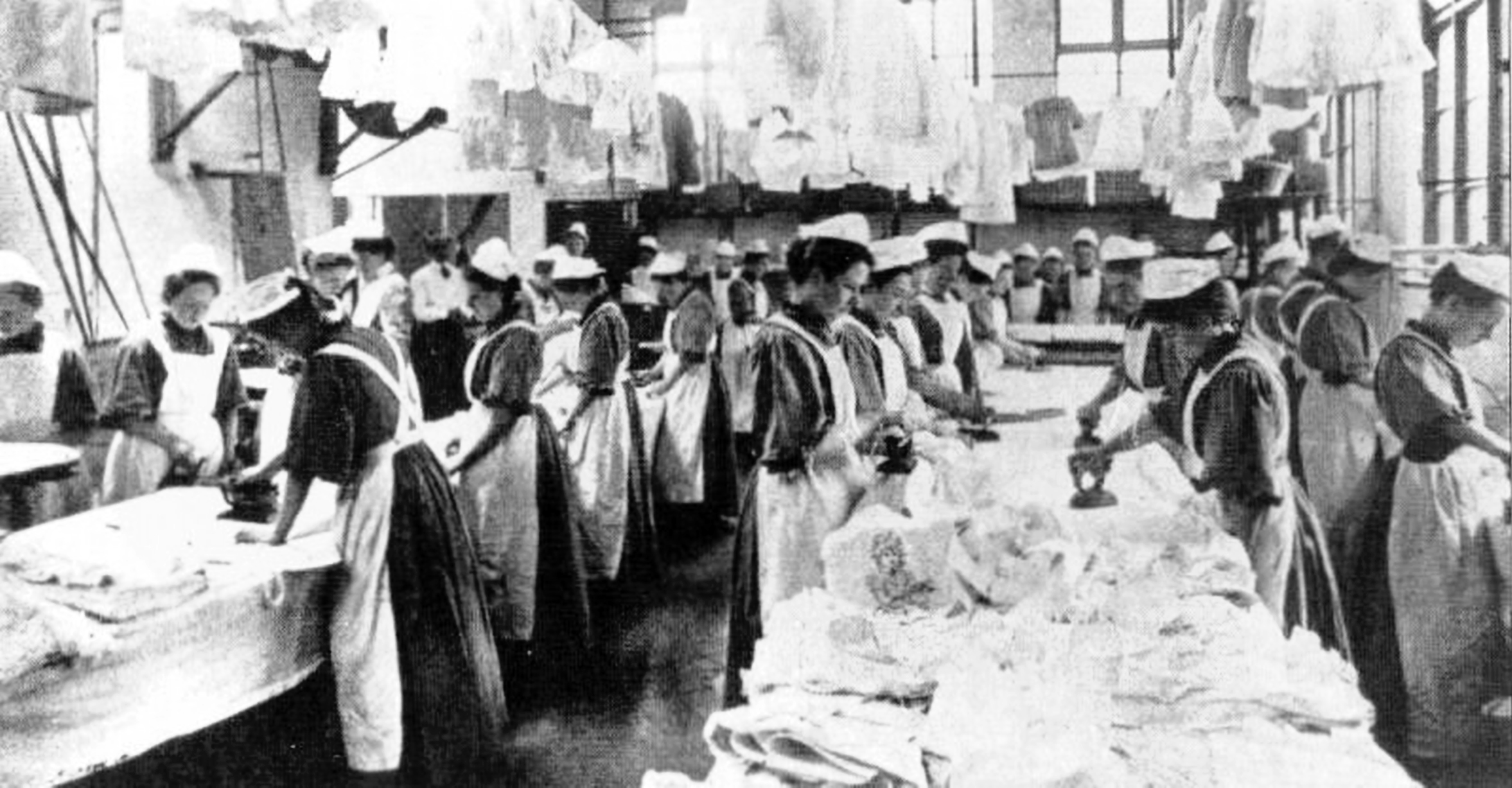
Magdalen laundry in England,
Anfang 20. Jahrhundert

Die Magdalen laundries verschwanden mit der Änderung der Auffassung über sexuelle Moral und Selbstbestimmung oder, wie Frances Finnegan vermutet, da sie nicht mehr rentabel waren: „Möglicherweise war das Aufkommen der Waschmaschine ein ebenso wichtiger Grund für die Schließung dieser Wäschereien wie die veränderten Moralvorstellungen.“ Das letzte Magdalenenheim in Irland schloss am 25. September 1996.

### Skandal und Aufarbeitung
Bis in die 1990er Jahre fanden die Magdalen Laundries und die dort herrschenden Zustände keinerlei öffentliche Aufmerksamkeit. Erst als 1993 ein Nonnenorden in Dublin einen Teil seines Klosters einem Immobilienmakler verkaufte, wurden auf dem Gelände die Überreste von 155 dort verstorbenen Insassen gefunden. Die Leichen waren in nicht gekennzeichneten Gräbern auf dem Grundstück begraben worden. Nun wurden sie exhumiert und, mit Ausnahme eines Körpers, verbrannt und in einem Massengrab auf dem Friedhof von Glasnevin beigesetzt. Dies führte zu einem Skandal in den lokalen und nationalen Nachrichten.
1999 berichteten Mary Norris, Josephine McCarthy und Mary-Jo McDonagh, alles ehemalige Asyl-Insassinnen, über ihre Behandlung in den Heimen. 1998 sendete der britische Fernsehsender Channel 4 den Dokumentarfilm Sex in a Cold Climate, in dem ehemalige Insassinnen der Magdalenenheime harte Arbeit und psychische Misshandlungen bezeugten, die sie erlitten hatten, während sie von der Außenwelt für eine unbestimmte Zeit isoliert waren.
Die von der irischen Regierung beauftragte Commission to Inquire into Child Abuse („Kommission zur Untersuchung des Kindesmissbrauchs“) untersuchte Missbrauchsfälle in Einrichtungen für Kinder in Irland, die vom Staat betrieben wurden oder unter staatlicher Aufsicht standen. Sie legte im Mai 2009 einen 2000 Seiten starken Untersuchungsbericht vor, den sogenannten Ryan-Bericht. Die Magdalen Laundries waren allerdings von dieser Untersuchung nicht betroffen, da man sie als Privatunternehmen einstufte, die nicht der Aufsicht der Regierung unterlagen.
Daraufhin formierte sich die Opfergruppe Justice for Magdalenes, um für Gerechtigkeit und eine Anerkennung der Leiden der ehemaligen Insassen zu kämpfen. 2010 kam es zu einem Treffen zwischen Seán Brady und Vertretern der Gruppe. Brady lehnte eine unmittelbare Verantwortung ab, da die Magdalen Laundries von vier Ordensgemeinschaften geleitet wurden, die nicht der irischen Kirche unterstanden. Diese Ordensgemeinschaften lehnten es wiederum ab, mit Justice for Magdalenes zu sprechen. Zahlreiche Versuche, eine erneute staatliche Untersuchung zu erreichen, blieben erfolglos, so auch eine Initiative der Irish Human Rights Commission im November 2010. 2011 trugen Vertreter von Justice for Magdalenes dem UN-Ausschuss gegen Folter den Fall vor.
Schließlich wurde eine weitere Untersuchung veranlasst. Das Inter-Departmental Committee Investigating State Involvement with the Magdalen Laundries („Interministerielles Komitee zur Untersuchung staatlicher Verantwortung für die Magdalenenheime“, nach dem Vorsitzenden Martin McAleese auch als McAleese-Committee bekannt) kam Anfang 2013 zu dem Schluss, dass der Staat in einem erheblichen Maß involviert war, so dass sich daraus eine Verantwortlichkeit ableiten lasse.
Irlands Regierungschef Enda Kenny kündigte im Januar 2013 eine Entschädigung an.
Die vier katholischen Ordensgemeinschaften, die als Betreiber der Magdalen Laundries fungierten, erklärten im Juli 2013 in einem Schreiben an den irischen Justizminister Alan Shatter ihre Bereitschaft zur weiteren sachlichen Aufarbeitung. An dem geplanten Entschädigungsfonds mit einer Ausstattung von bis zu 58 Millionen Euro werde man sich aber nicht finanziell beteiligen.

### Magdalen Laundries im McAleese-Report
Die Ordensgemeinschaften und die von ihnen betriebenen, im Rahmen des McAleese-Reports untersuchten zehn Einrichtungen sind:
- Sisters of Our Lady of Charity (französisch Ordre de Notre-Dame de Charité, lateinisch Ordo Dominae Nostrae de Caritate, Ordenskürzel ONDC): 1641 von Jean Eudes im französischen Caen begründet. Der Orden entsandte 1853 auf Einladung von John Smith, Pfarrer von St. Michael’s and John’s in Dublin, und mit Billigung von Kardinal Paul Cullen eine Gruppe von Nonnen nach Irland, die dort die Betreuung von Frauen in einem Asyl übernehmen sollten.
  - St Mary’s Refuge, High Park, Grace Park Road, Drumcondra, Dublin: 1831 als Mary Magdalen Asylum in Sacred Heart Home, Drumcondra, gegründet 1849 unter Leitung von John Smith als St. Mary’s Asylum for Penitent Females on Strict Principles. 1853 vom Orden übernommen. Das Gelände in High Park wurde 1856 gekauft, 1858 wurde dort der Grundstein für ein neues Gebäude gelegt. 1991 wurde die Einrichtung geschlossen und das Gelände 1993 verkauft, was in der Folge durch die dortigen Leichenfunde öffentliche Aufmerksamkeit erregte und letztlich zur Aufdeckung des Skandals führte.
  - Monastery of Our Lady of Charity, Sean McDermott Street, Dublin: 1821 von Brigid Burke als Magdalen Retreat gegründet und von Laien geleitet, 1873 auf Veranlassung von Kardinal Cullen von den Sisters of Mercy übernommen, 1887 mit Zustimmung von Erzbischof William Joseph Walsh an die Sisters of Our Lady of Charity übergeben. 1996 als letzte der Magdalen Laundries in Irland geschlossen.

- Sisters of Mercy (Ordenskürzel RSM): 1831 von Catherine McAuley in Dublin gegründet.
  - Magdalen Asylum / Magdalen Home, Forster Street, Galway: 1824 von einer Ms. Lynch gegründet und von der Association of Ladies of the Saint Magdalen Society betrieben. Nach dem Tod von Ms. Lynch auf deren Wunsch ab 1845 unter Leitung der Sisters of Mercy. 1984 geschlossen.
  - St Patrick’s Refuge, Crofton Road, Dún Laoghaire: 1790 in der Bow Street in Dublin gegründet, ab 1880 in der Crofton Road, Dún Laoghaire. 1963 geschlossen.

- Religious Sisters of Charity: 1815 in Dublin von Mary Aikenhead auf Veranlassung Daniel Murray, des späteren Erzbischofs von Dublin, gegründet.
  - St Mary Magdalen’s, Floraville Road, Donnybrook, Dublin: 1796 von einem Mr. Quarterman und Mrs. Brigid Burke als St Mary Magdalen’s Care Centre in der Townsend Street gegründet. Von 1798 bis 1833 unter Leitung einer Mrs. Ryan. 1833 von den Sisters of Charity übernommen und 1837 nach Donnybrook Castle verlegt. 1992 wurde die Liegenschaft an ein Privatunternehmen verkauft, das dort bis 2006 eine Wäscherei betrieb.
  - St Vincent’s, St Mary’s Road, Peacock Lane, Cork: 1808 von Nicholas Therry gegründet. 1845 von dem Sisters of Charity übernommen.

- Good Shepherd Sisters (lateinisch Congregatio Filiarum BMV a Caritate Boni Pastoris, Ordenskürzel RGS): 1835 in Frankreich von Maria Euphrasia Pelletier gegründet. Der Orden betrieb auch zwei Magdalen Laundries in Derry und Newry in Nordirland.
  - St Mary’s, Cork Road, Waterford: 1842 von Rev. Timothy Dowley gegründet. 1858 von den Good Shepherd Sisters übernommen. 1892–1894 Bau eines neuen Konventgebäudes. 1982 geschlossen.
  - St Mary’s, New Ross, Wexford: 1860 von zwei Laien gegründet, im gleichen Jahr von den Good Shepherd Sisters übernommen. 1967 geschlossen.
  - St Mary’s, Pennywell Road, Limerick: 1826 von Pfarrer Fitzgibbon und Joanna Reddan gegründet. 1848 von den Good Shepherd Sisters übernommen. 1982 wurde die Liegenschaft an ein Privatunternehmen verkauft.
  - St Mary’s, Sunday’s Well, Cork: 1870 durch eine Nonne der Good Shepherd Sisters gegründet. 1977 geschlossen.

### Rezeption
Mit dem Thema „Magdalenenheim“ beschäftigte sich Joni Mitchell 1994 in ihrem Song The Magdalene Laundries des Albums Turbulent Indigo.
Das britisch-irische Filmdrama von Peter Mullan aus dem Jahr 2002 Die unbarmherzigen Schwestern (The Magdalene Sisters) thematisiert die Zustände in einem Magdalenenheim in den 1960er Jahren anhand der Geschichte von drei jungen Frauen.
Die Authentizität der Darstellung wurde allerdings teilweise in Frage gestellt. Laut Verwandten und Ermittlern ist die Geschichte eines der bekanntesten angeblichen Opfer – Kathleen O’Beirne – weitgehend eine Erfindung.
Ein weiterer Film zum Thema ist Philomena (Regie: Stephen Frears, 2013), die Verfilmung eines Buches von Martin Sixsmith.
Der Autor John Banville greift das Thema in seinen unter dem Pseudonym Benjamin Black verfassten Kriminalromanen um den Pathologen Quirk auf, die im Irland der 50er Jahre spielen. Diese Kriminalromane dienten als Vorlage für die britisch-irische TV-Miniserie Quirke (in Deutschland Der Pathologe).
Der irische Autor Ken Bruen thematisiert die Magdalenenheime in einem seiner Kriminalromane The Magdalen Martyrs (deutsch: Jack Taylor fährt zur Hölle) um den Privatdetektiv Jack Taylor, welche auch als Fernsehserie umgesetzt wurden.
Die Autorin Claire Keegan thematisierte die Zustände in den Magdalenenheimen in ihrem Roman Small Things Like These, der in deutscher Übersetzung unter dem Titel Kleine Dinge wie diese veröffentlicht wurde. Der Roman spielt im Jahr 1985 und schildert die Gewissensnöte des Kohlenhändlers Bill Furlong, der die Schicksale der jungen Mädchen nicht mehr ignorieren kann, seit er zufällig einen Blick hinter die Klostermauern werfen konnte.

## Rettungsbewegung und Heime für sogenannte „gefallene Mädchen“
Der Magdalenen-Bewegung im angelsächsischen Raum entsprach in Deutschland die „Rettungsbewegung“, die ab Mitte des 19. Jahrhunderts zur Gründung zahlreicher sogenannter „Rettungshäuser“, meist Einrichtungen von evangelischen Kirchen, die sich teils der Rettung von Waisen aus sozial schwierigem Umfeld, vernachlässigten Kindern und teils eben der Rettung von Prostituierten oder als „sittlich gefährdet“ eingestuften Mädchen und Frauen widmeten.
Bekannte Beispiele von Rettungshäusern und Magdalenenstiften sind:
- Magdalenen-Stift für verführte und gefallene Mädchen in Hamburg, 1821 von Amandus Augustus Abendroth gegründet
- Übergangsheim für entlassene weibliche Strafgefangene in Kaiserswerth, 1833 von Theodor Fliedner gegründet
- Evangelisches Magdalenenstift in Berlin, 1841 gegründet, sowie dessen Filiale, das
- Mädchenrettungshaus Siloah in Niederschönhausen zur Erziehung noch schulpflichtiger „gefährdeter Mädchen“, 1881 gegründet
- Heim für gefallene Mädchen im niederländischen Zetten bei Hemmen, 1848 von Ottho Gerhard Heldring gegründet, ebenfalls von diesem gegründet 1858 Rettungshaus „Talitha kumi“[22]  und für ältere Prostituierte 1863 die Anstalt „Bethel“
- Magdalenen-Asyl Boppard zu St. Martin, 1855 in Boppard gegründet, ebenfalls auf eine Initiative von Heldring zurückgehend, 1859 Einweihung eines neuen Hauses „Bethesda“, 1855–1898 geleitet von Amalie Göschen, die ein umfangreiches Anstaltstagebuch mit biographischen Einträgen zu den Insassen führte[23]
- Vorasyl des Magdalenenvereins in Frankfurt am Main, 1861 gegründet[24]
- Magdalenenasyl „Talitha kumi“, Teil der Diakonissenanstalt Bethesda in Radebeul, 1864 gegründet
- Versorgungshaus für gefallene Mädchen in Bonn, 1873 von der Frauenrechtlerin Berta Lungstras gegründet
- Bethabara-Stiftung in Berlin-Weißensee, 1878 von Pfarrer Ernst Gottlieb Georg Berendt als Zufluchtsheim für aus der Haft entlassene Frauen gegründet
- Zufluchtshaus für Frauen in Elberfeld, 1882 durch den Gefängnispfarrer Carl Heinersdorff gegründet
- Anstalt für entlassene weibliche Strafgefangene evangelischer Konfession, 1883 in Oberurbach gegründet, 1911 umbenannt in Rettungsanstalt für evangelische Mädchen
- Frauenheim vor Hildesheim in Achtum bei Hildesheim, 1884 von Pastor Bernhard Isermeyer gegründet, eine Heim- und Wiedereingliederungsstätte für strafentlassene, alkoholabhängige, obdachlose oder in die Prostitution geratene Frauen
- Rettungshaus für gefallene Mädchen in Berlin-Friedenau, 1894 von der Heilsarmee eingerichtet, weitere Einrichtungen der Heilsarmee in Hamburg und Köln, außerdem das
- Rettungshaus für gefallene Mädchen in Basel, 1900 gegründet, heute das Schlössli auf dem Bruderholz[25]

Bis Ende des 20. Jahrhunderts existierten in Deutschland zahlreiche derartige geschlossene Erziehungseinrichtungen für als „gefallen“, „sittlich gefährdet“, „arbeitsungewohnt“, „verwahrlost“ oder ähnlich bezeichnete Mädchen und Frauen, häufig nicht oder nicht ausschließlich Prostituierte, sondern ledige Mütter oder einfach nur sexuell aktive oder als sexuell aktiv wahrgenommene Frauen.
Die Fürsorgeerziehung allgemein unterliegt heute gesetzlicher Regelung, insbesondere die geschlossene Heimunterbringung bedarf eines richterlichen Beschlusses. Die spezifischen, sexuell-moralischen Motivationen, wie sie den Magdalenenheimen zugrunde lagen, gelten heute nicht mehr als zureichende Grundlage für tiefgreifende erzieherische Maßnahmen, wodurch derartige Einrichtungen ihre rechtliche Basis im Lauf der Zeit verloren haben, vor allem da die Prostitution inzwischen auch nicht mehr als sittenwidrig gilt.